# يوسف خالد السمتي
يوسف بن خالد بن عُمير السَّمْتيّ يكون أبا خالد، وهو مولى سهل بن صخر الليثي من بني كنانة، وأعْتَقَ عُميرًا. وُلِد يوسف بن خالد بن عُمير سنة عشرين ومائة، في ولاية يوسف بن عمر الثقفي وسُمّي باسمه.

## طلبه للعلم
وكان قد طلب العلم، ولقي خالدًا الحَذّاء، ويونس، وابن عون، وهشام؛ وطبقتهم، ولقي الأعمش، وإسماعيل بن أبي خالد، وعبد الملك بن أبي سليمان، وغيرهم من أهل الكوفة، ولقي موسى بن عقبة، ومحمّد بن عَجْلان، ونظراءهم، وكان له بصر بالرأي، والفتوى، والكتب، والشّروط، وكان النّاس يتّقون حديثه لرأيه، وكان ضعيفًا في الحديث، وقيل له السّمتيّ للحيته، وهيئته، وسمته، والدار التي كان فيها يوسف بالبصرة هي دار سهل بن صخر،

## صحبته وملازمته للامام ابي حنيفه
يَذكر عن نفسه سببَ صحبته لأبي حنيفة فيقول: «كان سببُ لزومي أبا حنيفة، أني كنت يومًا بالكوفة على باب الأعمش، وكانت لي مسائل أعاني بها أصحاب الحديث، فكلَّمني رجلٌ منهم، فسألته عن بعض تلك المسائل فقال لي: هاهنا مَنْ هو أعلم بهذه المسائل منك، قلت: مَن هو؟ قال: أبو حنيفة، النعمان بن ثابت، قال: وما سمعت بذكره قبل ذلك الوقت، قلت: وأين ينزل؟ قال: في بني حَرَام، فأتيت بني حَرَام، فوجدته إمامهم، وهو يصلي بهم العصر، فلما صلَّى انحرف، فسألته عن تلك المسائل التي كانت معي، فجعل يجيبني فيها حتى نفدت، وكان والله أعلم بما في قلبي مني بها، فقلت له: أنت صاحبي، وأخبرته خبري، فأقمت عليه حتى كنت أمرُّ بنادي القوم، فمن كثرة مروري بها صاروا لي أصدقاء، ثم توفَّوا فصار أولادهم لي أصدقاء، ثم استأذنته في الرجوع إلى أهلي بالبصرة، فأَذِنَ لي

## وصية الإمام أبي حنيفة له
بسم الله الرحمن الرحيم
هذه وصيةُ الإمامِ أبي حنيفةَ رحمه الله عليه لتلميذه يوسفَ بنِ خالدٍ السَّمْتيِّ البصريِّ.
وصَّىَ بها حين استأذنه الخروجَ إلى وطنهِ البصرةَ. فقال: لا، حتى أتقدمَ إليك بالوصيةِ فيما تحتاجُ إليه في معاشرةِ الناسِ، ومراتبِ أهلِ العلمِ، وتأديبِ النفسِ، وسياسةِ الرعيَّةِ، ورياضةِ الخاصَّةِ والعامَّةِ، وَتَفَقُّدِ أمرِ العامَّةِ. حتَّى إذا خرجتَ بعلمِكَ كان معكَ آلةٌ تَصْلُحُ لك وتَزِينُكَ ولا تَشينُكَ.
واعلم أنَّك متى أسأتَ عِشْرةَ النَّاسِ صاروا لك أعداءً، ولو كانوا أمهاتٍ وآباءً، ومتى أحسنْتَ عِشرةَ الناسِ من أقوامٍ ليسوا لك أقرباءَ صاروا لك أقرباءَ. ثم قال لي:
اصبر يوما حتى أفرِّغَ لك نفسي، وأجمعَ لك هِمَّتي، وأعرِّفك من الأمر ما تحمدُني، وتجعلَ نفسك عليه، ولا توفيقَ إلا باللهِ .
فلما مضى الميعادُ، قال:
بسم الله الرحمن الرحيم أنا أكشِفُ لك عمَّا عزمتَ عليه.
كأني بكَ وقد دخلتَ بَصْرةَ، وأقبلتَ على المناقضةِ مع مخالفيكَ، ورفعتَ نفسَك عليهم، وتطاولتَ بعلمِك لديهم، وانقبضتَ عن معاشرتهم ومخالطَتِهم، وهَجَرْتَهم فَهَجروكَ، وشَتَمْتَهُم فَشَتَموكَ، وضلَّلتَهُم فضلَّلُوك، وبدّعتَهم فبدَّعوك، واتَّصَلَ ذلك الشَّيْنُ بنا وبكَ، واحتجتَ إلى الهربِ، والانتقالِ عنهم، وليس هذا برأي! فإنَّه ليس بعاقلٍ مَنْ لم يدار من ليس له من مداراتِهِ بُدٌ، حتى يجعلَ الله تعالى له مخرجًا، قال السَّمتيُّ: ولقد كنتُ مُزْمِعًا على ما قال!.
ثم قال أبو حنيفةَ رحمه الله: إذا دخلتَ البصرةَ واستقبَلَكَ الناسُ، وزاروكَ وعَرَفوا حقَّك، فأنزِلْ كلَّ رجلٍ منهم مَنْزِلَتَه، وأكْرِمْ أهلَ الشَّرفِ، وعظِّم أهلَ العلمِ، ووقِّر الشيوخَ، ولاطفِ الأحداثَ، وتقرَّبْ مِنَ العامَّةِ، ودارِ الفجارَ، واصْحَبِ الأخْيَارَ، ولا تتهاوَنْ بالسُّلطانِ، ولا تحقِرنَّ أحدًا يقصِدُك، ولا تقصِّرنَّ في إقامةِ مودَّتِكَ إياهُم، ولا تخرجنَّ سِرَّك إلى أحدٍ، ولا تثقنَّ بصحبةِ أحدٍ حتى تمتحنه، ولا تُخَادِمْ خَسيسًا، ولا وضيعًا، ولا تقولنَّ من الكلام ما يُنكَرُ عليكَ في ظاهرهِ.
وإياكَ والانبساطَ إلى السفهاءِ، ولا تجيبنَّ دعوةً*، ولا تَقْبَلنَّ هديةً*، وعليك بالمداراة والصبرِ والاحتمالِ وحُسنِ الخلُقِ وسَعةِ الصَّدرِ.
واستَجِدَّ ثيابكَ، وأكثرِ استعمالَ الطيبِ، وقرِّب مَجلِسَك، وليكن ذلك في أوقاتٍ معلومةٍ.
واجعل لنفسك خَلوةً ترمُّ بها حوائِجَكَ، وابحث عن أخبارِ حشَمِك، وتَقدَّم في تقويمهِم وتأديبهِم، واستَعْمِلْ في ذلك الرِّفْقَ ولا تُكْثِرِ العَتَبَ فيهونَ العَذْلُ ولا تلِ تأديبَهم
بنفسِكَ، فإنَّه أبقى لمائِك، وأهْيَبُ لك.
وحافِظْ على صلواتِكَ، وابذُل طعامك، فإنه ما سادَ بخيلٌ قطُّ، وليكنْ لكَ بِطانةٌ تُعرِّفُكَ أخبارَ الناسِ، فمتى عَرَفْتَ بفسادٍ بادرتَ إلى صلاحٍ، ومتى عرفْتَ بصلاحٍ فازْدَدْ رغبةً وعنايةً في ذلك، واعمَدْ في زِيارةِ مَنْ يَزورُك ومن لا يَزورُك، والإحسانِ إلى من أحسن إليكَ، أو أساءَ.
وخذِ العفوَ وأمُرْ بالمعروفِ، وتَغافَلْ عمَّا لا يَعْنِيكَ، واتْرُكْ كلَّ من يؤذيكَ، وبادر في إقامةِ الحقوقِ.
ومن مَرِضَ من إخوانِكَ فَعُدْهُ بنفسِك، وتعاهَدْهُ برُسُلِك.
ومن غابَ منهم فتفقَّدْ أحواله.
ومنْ قعدَ منهم عنْك، فلا تقعُدْ أنت عنه.
وصِلْ مَنْ جفاكَ، وأكرِمْ مَن أتَاك، واعفُ عمَّن أساءَ إليكَ. ومَن تكلَّمَ منهم بالقبيحِ فيك فتكلَّم فيه بالحَسَنِ الجميلِ. ومن ماتَ قضيتَ له حقَّهُ، ومن كانَتْ له فَرْحَةٌ هنَّيتَهُ بها ومن كانت له مصيبةٌ عزَّيتَهُ عنْهَا.
ومن أصابَهُ همٌّ فتوجَّعْ له بهِ.
ومَنِ استنْهضَكَ لأمرٍ من أمورِهِ نهضْتَ لهُ، ومن استغاثَكَ فأغِثْهُ.
ومَنِ استنْصَركَ فانصُرْهُ.
وأظهِرِ التودُّدَ إلى الناسِ ما استطَعْتَ.
وأفشِ السلامَ، ولو على قومٍ لئامٍ .
ومتى جمعَكَ وغيرَكَ مْجِلسٌ، أو ضمَّك وإيَّاهم مسجِدٌ، وجرتِ المسائلُ، وخاضوا فيها بخلافِ ما عِنْدَك لم تَبْدِ لهم منك خلافًا.
فإن سُئِلْتَ عنها! أجبتَ بما يَعْرِفُهُ القومُ، ثم تقولُ (وفيها قولٌ ءاخر.. كذا، وحُجَّته كذا) فإذا سَمِعوا مِنْكَ عَرَفُوا قدْرَكَ ومِقْدَارَك، وإن قالوا (هذا قول مَنْ ؟) فقلْ (قولُ بعضِ الفقهاءِ).
وإن استقرُّوا على ذلك، وألِفوهُ، وعَرَفوا مِقدارَك وعظَّموا محَلَّكَ، فأعطِ كلَّ مَنْ يختلِفُ إليك نوعا من العلمِ ينظرونَ فيهِ، ويأخذُ كلٌّ منهم بحظِّ شيءٍ مِنْ ذلك. وخذهُم بجليِّ العلمِ دونَ دَقيقِهِ.
وءانِسْهُمْ ومَازِحْهُم أحيانا، وحادِثْهُم، فإنَّها تجلُبُ الموَدَّةَ وتستديمُ به مواظبةَ العلمِ، وأطعِمْهُم أحيانًا، واقضِ حوائجَهُم، واعرِفْ مقدارَهم، وتغافلْ عن زلاَّتِهم، وارفِقْ بِهم وسَامِحْهُم.
ولا تُبدِ لأحدٍ منهم ضيقَ صدرٍ أو ضَجَرًا، وكن كواحدٍ منهم.
وارضَ مِنْهُم ما ترضى لنفْسِكَ .
وعاملِ الناسَ مُعَامَلتَك لنفسِكَ.
واستعِنْ على نفسِك بالصيانةِ لها، والمراقبةِ لأحوالها.
ولا تضجُر لمن لا يضجُرُ عليك.
ودعِ الشَّغَبَ، واستمِع لمنْ يستَمِعُ مِنْكَ، ولا تكلِّفِ الناسَ ما لا يكلِّفوكَ، وارضَ لهم ما رَضُوا لنَفْسِهِم، وقدِّمْ حُسْنَ النيَّةِ، واستعملِ الصِّدْقَ، واطرحِ الكِبْرَ جانباً.
وإيَّاكَ والغَدْرَ، وإنْ غَدَروا بك، وأدِّ الأمانةَ، وإن خانوكَ.
وتمسَّكْ بالوفاءِ، واعتصِمْ بالتقوى.
وعاشِرْ أهلَ الأديانِ حسَبَ معاشرتِهم لكَ، فإنَّك إن تَمسَّكْتَ بوصِيَّتي هذه رَجَوْتُ أن تَسْلَمَ، وتعيشَ سالماً إن شاءَ اللهُ تعالى.
ثمَّ إنَّه لَيَحْزُنُني مُفَارَقَتُك، وتؤنِسُني مَعْرِفَتُك، فَواصِلْني بِكُتُبِكَ، وعَرِّفْني بحوائِجِكِ، وكنْ لي كابنٍ فإني لك كأبٍ.
قال يوسفُ بنُ خالدٍ السَّمْتيُّ:
ثم أخرج إليَّ دنانيرَ وكِسْوةً وزاداً وخَرَجَ معي، وحمَّلَ ذلك حمَّالاً ، وجمعَ أصحابَهُ حتى شيَّعوني، وركِبَ مَعَهُم حتى بَلَغْنَا إلى شطِّ الفُراتِ ، ثمَّ ودَّعوني وودَّعتُهم.
وكانت مِنَّةُ أبي حنيفةَ رحمهُ الله تعالى بوصيتِهِ إليَّ وبِرِّه أعظمَ من كلِّ مِنَّةٍ تقدَّمتْ عليَّ.
وقَدِمْتُ البصْرَةَ ، فاستعلمتُ ما قالَ، فما مَرَّتْ عليَّ أيَّامٌ يسيرةٌ حتى صاروا كلُّهم لي أصدقاءَ، وانْتَقَضْتُ المجالسَ، وظهرَ بالبصرةِ مذهَبُ أبي حنيفةَ ، كما ظهرَ بالكوفةِ ، وسقطَ مذهبُ الحسنِ، وابنِ سيرينَ رضي الله عنهما، فما زالتْ كتبُ أبي حنيفة تَجيئُني إلى أنْ ماتَ .
فهنيئا لك من معلِّمٍ صالحٍ وأستاذٍ صالحٍ.
فمنْ لنا مِثْلُه رضيَ الله عنه.

## طلابه
أخذ عن الإمام يوسف كثيرون منهم: ولده خالد بن يوسف، وخليفة بن خياط صاحب التاريخ المشهور، وأحمد بن موسى الضبي و نصر بن علي الجهضمي وغيرهم

## منزلته العلمية
لا شك أن السمتيَّ كان من فحول الفقهاء وعلماء الكلام، بالإضافة إلى مشاركته في علم الحديث والرواية، ويظهر هذا من تتبع أخباره، وأضرب مثلاً واحدًا لذلك.
ذكر ابنُ أبي الوفاء القرشي في «طبقاته» عن علي بن المديني أنه قال: «كنا عند يوسف بن خالد، فجاء هلال بن يحيى فدخل عليه، فسأله يوسف عن عدة مسائل منها: ما تقول في رجلٍ قال لأمرأته: أنتِ طالقٌ واحدةً في آخر يوم من أول الشهر وواحدة في أول يوم من آخر الشهر، فأجاب هلال فقال: الشهر ثلاثون يومًا وإذا كان يوم خمسة عشر وقع عليها واحدة، وهو آخر يوم من أول الشهر، فإذا كان يوم ستة عشر يقع عليها أخرى، وهو أول يوم من آخر الشهر

## اتِّهامه بالزندقة
لم يَسلم السمتي من نقد وطعن أهل الجرح والتعديل ، وقد حذَّره من ذلك الإمام أبو حنيفة رضي الله عنه في وصيته، وكأنه ينظر إلى الغَيْبِ من ستر رقيق، حيث قال له: «كأني بك وقد دخلتَ بصرة، وأقبلتَ على المناقضة مع مُخالفيك، ورفعتَ نفسك عليهم، وتطاولتَ بعِلمِكَ لديهِم، وانقبَضتَ عن معاشرتهم ومُخالطتهم، وهجرتَهم فهجروك، وشتمتَهُم فشتموكَ، وضلَّلتهم فضلَّلوك، وبدَّعتَهُم فبدَّعوك، واتَّصلَ ذلكَ الشَّيْنُ بنا وبك، واحتجتَ إلى الهرب والانتقال عنهم، وليس هذا برأي، فإنه ليس بعاقلٍ مَنْ لم يُدارِ مَنْ ليس له من مداراته بُدٌّ حتى يجعل الله تعالى له مخرجًا»
فرماه الإمام يحيى بن معين رحمه الله بالزندقة، فقال ما صورته: «كذَّابٌ زنديق، لا يُكتب حديثه»، وقال أيضًا: «كذَّابٌ، خبيثٌ، عدوُّ الله عزَّ وجَلَّ، رجلُ سُوءٍ، رأيته بالبصرة لا يُحدِّث عن أحدٍ فيه خير».
وقال عنه أبو داود : «كذَّاب»، وقال النسائي: «ليس بثقة»، وقال عنه البخاري في «التاريخ الكبير»: «سكتوا عنه». إلى غير ذلك من ألقاب الجرح التي يستغربها المرء في حق هذا الإمام
ومن عجيب ما يُروى في حقِّ السَّمْتى ما رواه ابن أبي حاتم في «الجرح والتعديل» عن أبيه قال: «سمعتُ أبى وسألته عن يوسف بن خالد السمتي، فقال: أنكرتُ قول يحيى بن معين فيه أنه زنديق، حتى حُمِلَ إلىَّ كتابٌ قد وضعه في التجهُّم بابًا بابًا ينكر الميزان في القيامة!!».
ولا يخفى على من له اشتغالٌ بعلم الرجال، أن الجرح لا يُقبل إلا مفسرًا كما نُصَّ عليه في كتب المصطلح، أضف أن هذا النقد اللاَّذع في حقِّ هذا الرجل ربما يفهمه من لا خبرة له على أنه جَرحٌ على عمومه، أيَّ أن الرجل بهذه الكلمات الحادة متروكٌ بالكلية.
وكم من علَمٍ وجبل من جبال السنة جُرح بأبشع الألقاب التي لو حملناها على ظاهرها وقبلناها دون بحثٍ عن أسبابها لفاتنا علمٌ كثير، وظلمْنا أناسًا كُثُر، وهذه من القواعد التي يجب أن تُقرَّر حيث غابت عن أذهان كثيرين، فتراهم يقدحون في أعلام الأمة لعبارات لم يفهموا المراد منها على وجهه، أولم يفهموا السياق الذي وردت في أو قيلت بسببه.

## وفاته
وتوفّي يوسف بالبصرة في رجب سنة تسع وثمانين ومائة، وهو ابن تسع وستّين سنة.

## الممراجع
- الاستيعاب في معرفة الأصحاب، ابن عبد البر.
- الإصابة في تمييز الصحابة، ابن حجر العسقلاني.
- الطبقات الكبير، ابن سعد.
- أسد الغابة في معرفة الصحابة، ابن الأثير.

1. ↑  "موسوعة الحديث : يوسف بن خالد بن عمير". hadith.islam-db.com. مؤرشف من الأصل في 2019-12-16. اطلع عليه بتاريخ 2019-11-30.
2. ↑  "فصل: يوسف بن خالد بن عمير السمتي|نداء الإيمان". www.al-eman.com. مؤرشف من الأصل في 2019-12-16. اطلع عليه بتاريخ 2019-11-30.
3. ↑  "وصية الإمام أبي حنيفة ليوسف السمتي يوم تخرجه - وصية إلى الشباب المسلم". islamsyria.com. مؤرشف من الأصل في 2019-04-30. اطلع عليه بتاريخ 2019-11-30.
4. ↑  بغية الرائد فى تحقيق مجمع الزوائد ومنبع الفوائد ج2. IslamKotob. مؤرشف من الأصل في 2019-12-21.
5. ↑  أبي محمد علي بن أحمد/ابن حزم (1 يناير 2010). المحلى بالآثار 1-12 ج10. Dar Al Kotob Al Ilmiyah دار الكتب العلمية. مؤرشف من الأصل في 2019-12-17.
6. ↑  أبو عبد الهادى محمد مجفان. العلل ومعرفة االرجل. ktab INC. مؤرشف من الأصل في 2019-12-21.
7. ↑  "موسوعة التراجم والأعلام - يوسف بن خالد أبو خالد السمتي بصري". www.taraajem.com. مؤرشف من الأصل في 2019-12-16. اطلع عليه بتاريخ 2019-11-30.
8. ↑  أبي القاسم سليمان بن أحمد/اللخمي (1 يناير 2012). المعجم الأوسط للطبراني1-7 مع فهرس ج2. Dar Al Kotob Al Ilmiyah دار الكتب العلمية. مؤرشف من الأصل في 2019-12-16.
9. ↑  ابن (1 يناير 2010). الكامل في ضعفاء الرجال 1-9 مع الفهارس ج8. Dar Al Kotob Al Ilmiyah دار الكتب العلمية. مؤرشف من الأصل في 2019-12-21.
10. ↑  "أثر التعصُّب في علم الجرح والتعديل". طواسين للتصوف والاسلاميات. مؤرشف من الأصل في 2019-02-14. اطلع عليه بتاريخ 2019-11-30.
11. ↑  "وصيةُ الإمامِ أبي حنيفةَ رحمةُ اللهِ عليهِ لتلميذهِ يوسفَ بنِ خالدِ السَّمتيِّ البصريِّ". دار الفتوى. مؤرشف من الأصل في 2019-05-17. اطلع عليه بتاريخ 2019-11-30.
12. ↑  "يوسف بن خالد بن عمر السمتي - The Hadith Transmitters Encyclopedia". hadithtransmitters.hawramani.com. مؤرشف من الأصل في 2019-12-16. اطلع عليه بتاريخ 2019-11-30.